# Sommer-Universiade 2019/Rugby
Bei der Sommer-Universiade 2019 wurden vom 5. bis 7. Juli 2019 insgesamt zwei Wettbewerbe im Siebener-Rugby durchgeführt. Dabei wird, im Gegensatz zur herkömmlichen Variante, mit nur 7 statt 15 Spielern gespielt. Die Spielzeit beträgt zweimal 7 Minuten und wird durch eine einminütige Halbzeitpause unterbrochen.

## Teilnehmende Nationen
| Herren                                                                                  | Damen                                                                                  |
| --------------------------------------------------------------------------------------- | -------------------------------------------------------------------------------------- |
| - Argentinien - Frankreich - Italien - Japan - Kanada - Rumänien - Russland - Südafrika | - Argentinien - Belgien - Frankreich - Italien - Japan - Kanada - Russland - Südafrika |

## Männerturnier

### Gruppenphase

#### Gruppe A
| Platz | Team        | Spiele | Siege | Ndlg. | Punktverhältnis | Diff. | Punkte |
| ----- | ----------- | ------ | ----- | ----- | --------------- | ----- | ------ |
| 1.    | Südafrika   | 3      | 2     | 1     | 74:39           | +35   | 7      |
| 2.    | Russland    | 3      | 2     | 1     | 64:45           | +19   | 7      |
| 3.    | Argentinien | 3      | 2     | 1     | 59:52           | +7    | 7      |
| 4.    | Rumänien    | 3      | 0     | 3     | 20:81           | −61   | 3      |

| Rd. | Datum   | Ortszeit | Begegnung   | Begegnung | H1    | H2    | Erg.  |
| --- | ------- | -------- | ----------- | --------- | ----- | ----- | ----- |
| 1   | 5. Juli | 10:44    | Rumänien    | Russland  | 5:7   | 0:26  | 5:33  |
| 1   | 5. Juli | 11:06    | Argentinen  | Südafrika | 12:14 | 0:19  | 12:33 |
| 2   | 5. Juli | 18:42    | Rumänien    | Südafrika | 0:17  | 10:10 | 10:27 |
| 2   | 5. Juli | 19:04    | Argentinien | Russland  | 14:7  | 12:7  | 26:14 |
| 3   | 6. Juli | 16:00    | Russland    | Südafrika | 7:7   | 10:7  | 17:14 |
| 3   | 6. Juli | 16:22    | Argentinien | Rumänien  | 14:5  | 7:0   | 21:5  |

#### Gruppe B
| Platz | Team       | Spiele | Siege | Ndlg. | Punktverhältnis | Diff. | Punkte |
| ----- | ---------- | ------ | ----- | ----- | --------------- | ----- | ------ |
| 1.    | Japan      | 3      | 2     | 1     | 75:26           | +49   | 7      |
| 2.    | Frankreich | 3      | 2     | 1     | 73:52           | +21   | 7      |
| 3.    | Italien    | 3      | 2     | 1     | 45:39           | +6    | 7      |
| 4.    | Kanada     | 3      | 0     | 3     | 15:91           | −76   | 3      |

| Rd. | Datum   | Ortszeit | Begegnung  | Begegnung | H1    | H2   | Erg.  |
| --- | ------- | -------- | ---------- | --------- | ----- | ---- | ----- |
| 1   | 5. Juli | 10:00    | Japan      | Italien   | 12:0  | 5:0  | 17:0  |
| 1   | 5. Juli | 10:22    | Frankreich | Kanada    | 14:5  | 21:0 | 35:5  |
| 2   | 5. Juli | 17:58    | Japan      | Kanada    | 24:5  | 20:0 | 44:5  |
| 2   | 5. Juli | 18:20    | Frankreich | Italien   | 12:14 | 5:19 | 17:33 |
| 3   | 6. Juli | 10:58    | Italien    | Kanada    | 7:0   | 5:5  | 12:5  |
| 3   | 6. Juli | 11:20    | Frankreich | Japan     | 14:0  | 7:14 | 21:14 |

### Finalrunde
Nach der Vorrunde qualifizierten sich die beiden besten Mannschaften jeder Gruppe für die im K.-o.-Modus ausgetragene Finalrunde. Dabei trat der jeweils Erstplatzierte gegen den Zweitplatzierten an. Die Sieger der Halbfinalspiele bestritten das Finale, die Verlierer das Spiel um Platz 3. 

#### Halbfinale
| Tag          | Zeit  | Begegnung              | Ergebnis         |
| ------------ | ----- | ---------------------- | ---------------- |
| 7. Juli 2019 | 10:30 | Japan – Russland       | 14:0 (0:0, 14:0) |
| 7. Juli 2019 | 10:52 | Südafrika – Frankreich | 5:0 (0:0, 5:0)   |

#### Bronzemedaille
| Tag          | Zeit  | Begegnung             | Ergebnis           |
| ------------ | ----- | --------------------- | ------------------ |
| 7. Juli 2019 | 17:00 | Russland - Frankreich | 10:12 (10:0, 0:12) |

#### Finale
| Tag          | Zeit  | Begegnung         | Ergebnis           |
| ------------ | ----- | ----------------- | ------------------ |
| 7. Juli 2019 | 17:44 | Japan – Südafrika | 15:12 (5:0, 10:12) |

### Endstände
| Rang | Team        | Siege:Niederl. | Punkteverhältnis |
| ---- | ----------- | -------------- | ---------------- |
| 1    | Japan       | 4:1            | 104:38           |
| 2    | Südafrika   | 3:2            | 91:54            |
| 3    | Frankreich  | 3:2            | 85:62            |
| 4    | Russland    | 2:3            | 74:71            |
| 5    | Argentinien | 2:1            | 59:52            |
| 6    | Italien     | 2:1            | 45:39            |
| 7    | Rumänien    | 0:3            | 20:81            |
| 8    | Kanada      | 0:3            | 15:91            |

| Platz | Land       | Spieler |
| ----- | ---------- | --- |
| 1     | Japan      | Toshiki Kuwayama, Hiroaki Saito, Seijun Kawasaki, Takanobu Minami, Masahiro Nakano, Junya Matsumoto, Kentaro Fuji, Kanta Matsunaga, Yoshihiro Noguchi, Hideto Niguma, Shotaro Tsuoka, Masaki Hamada            |
| 2     | Südafrika  | Mervano da Silva, Lungelo Gosa, Johann Kritzinger, Eugene Hare, David Cary, Kurt-Lee Arendse, Rohaan Adams, Jacobus Smit, Edwin van Rooyen, Gustav Erlank, Bernard van der Linde, Diederik Oberholzer          |
| 3     | Frankreich | Colin Lebian, Arnaud Le Berre, Nicolas Baquer, Dorian Bellot, Leonard Bouscasse, Lucas Dubois, Antoine Poussin, Raphael Sanchez, Maelann Perret-Tourlonias, Guillaume Menevy, Benjamin Barnerias, Jordan Sepho |

## Frauenturnier

### Gruppenphase

#### Gruppe A
| Platz | Team       | Spiele | Siege | Ndlg. | Punktverhältnis | Diff. | Punkte |
| ----- | ---------- | ------ | ----- | ----- | --------------- | ----- | ------ |
| 1.    | Japan      | 3      | 3     | 0     | 89:34           | +55   | 9      |
| 2.    | Frankreich | 3      | 2     | 1     | 69:31           | +38   | 7      |
| 3.    | Kanada     | 3      | 1     | 2     | 21:58           | −37   | 5      |
| 4.    | Italien    | 3      | 0     | 3     | 29:85           | −56   | 3      |

| Rd. | Datum   | Ortszeit | Begegnung  | Begegnung  | H1   | H2    | Erg.  |
| --- | ------- | -------- | ---------- | ---------- | ---- | ----- | ----- |
| 1   | 5. Juli | 17:14    | Frankreich | Japan      | 5:17 | 12:7  | 17:24 |
| 1   | 5. Juli | 11:06    | Kanada     | Italien    | 14:0 | 0:12  | 14:12 |
| 2   | 6. Juli | 10:14    | Frankreich | Italien    | 21:0 | 14:0  | 35:0  |
| 2   | 6. Juli | 10:36    | Kanada     | Japan      | 0:17 | 0:12  | 0:29  |
| 3   | 6. Juli | 17:28    | Japan      | Italien    | 24:7 | 12:10 | 36:17 |
| 3   | 6. Juli | 17:50    | Kanada     | Frankreich | 0:12 | 7:5   | 7:17  |

#### Gruppe B
| Platz | Team        | Spiele | Siege | Ndlg. | Punktverhältnis | Diff. | Punkte |
| ----- | ----------- | ------ | ----- | ----- | --------------- | ----- | ------ |
| 1.    | Südafrika   | 3      | 3     | 0     | 81:17           | +64   | 9      |
| 2.    | Russland    | 3      | 2     | 1     | 103:21          | +82   | 7      |
| 3.    | Argentinien | 3      | 1     | 2     | 33:82           | −49   | 5      |
| 4.    | Belgien     | 3      | 0     | 7     | 104             | −97   | 3      |

| Rd. | Datum   | Ortszeit | Begegnung | Begegnung   | H1   | H2   | Erg.  |
| --- | ------- | -------- | --------- | ----------- | ---- | ---- | ----- |
| 1   | 5. Juli | 16:30    | Südafrika | Belgien     | 12:0 | 21:0 | 33:0  |
| 1   | 5. Juli | 16:52    | Russland  | Japan       | 12:7 | 29:0 | 41:7  |
| 2   | 6. Juli | 9:30     | Südafrika | Argentinien | 10:7 | 24:0 | 34:7  |
| 2   | 6. Juli | 9:52     | Russland  | Belgien     | 28:0 | 24:0 | 52:0  |
| 3   | 6. Juli | 16:44    | Belgien   | Argentinen  | 0:12 | 7:7  | 7:19  |
| 3   | 6. Juli | 17:06    | Russland  | Südafrika   | 10:0 | 0:14 | 10:14 |

### Finalrunde
Nach der Vorrunde qualifizierten sich die beiden besten Mannschaften jeder Gruppe für die im K.-o.-Modus ausgetragene Finalrunde. Dabei trat der jeweils Erstplatzierte gegen den Zweitplatzierten an. Die Sieger der Halbfinalspiele bestritten das Finale, die Verlierer das Spiel um Platz 3. 

#### Halbfinale
| Tag          | Zeit  | Begegnung              | Ergebnis          |
| ------------ | ----- | ---------------------- | ----------------- |
| 7. Juli 2019 | 11:14 | Südafrika – Frankreich | 12:19 (5:5, 7:14) |
| 7. Juli 2019 | 11:36 | Japan – Russland       | 31:12 (26:5, 5:7) |

#### Bronzemedaille
| Tag          | Zeit  | Begegnung            | Ergebnis         |
| ------------ | ----- | -------------------- | ---------------- |
| 7. Juli 2019 | 17:22 | Südafrika - Russland | 10:12 (5:5, 5:7) |

#### Finale
| Tag          | Zeit  | Begegnung          | Ergebnis          |
| ------------ | ----- | ------------------ | ----------------- |
| 7. Juli 2019 | 18:06 | Frankreich – Japan | 7:33 (7:21, 0:12) |

### Endstände
| Rang | Team        | Siege:Niederl. | Punkteverhältnis |
| ---- | ----------- | -------------- | ---------------- |
| 1    | Japan       | 5:0            | 153:53           |
| 2    | Frankreich  | 3:2            | 95:76            |
| 3    | Russland    | 3:2            | 127:62           |
| 4    | Südafrika   | 3:2            | 103:48           |
| 5    | Kanada      | 1:2            | 21:58            |
| 6    | Argentinien | 1:2            | 33:82            |
| 7    | Italien     | 0:3            | 29:85            |
| 8    | Belgien     | 0:3            | 7:104            |

| Platz | Land       | Spieler |
| ----- | ---------- | --- |
| 1     | Japan      | Yume Hirano, Riho Kurogi, Mami Shinzaki, Wakaba Hara, Raichieru Bativakalolo, Honoka Tsutsumi, Hana Nagata, Iroha Nagata, Miyu Shirako, Ayumi Yabuuchi, Haruna Okada, Kana Murokoshi                               |
| 2     | Frankreich | Melissa Bergeron, Sarah Aguado, Meg Mambe, Julie Coudert, Oceane Buisson, Emilie Boulard, Marie-Aurelie Castel, Ian Jason, Carla Arbez, Hada Traore, Charlotte Escudero, Manae Feleu                               |
| 3     | Russland   | Daria Noritsina, Daria Lushina, Ekaterina Mikhaleva, Mariia Molokoedova, Evgeniia Steblinskaia, Alena Dammer, Alina Arterchuk, Diana Glushenko, Snezhanna Kulkova, Diana Loginova, Iana Danilova, Kseniia Pozdeeva |